# 240697 Gemenc
240697 Gemenc este un asteroid din centura principală de asteroizi.

## Descriere
240697 Gemenc este un asteroid din centura principală de asteroizi. A fost descoperit pe 1 aprilie 2005 la Piszkesteto de Krisztián Sárneczky. Asteroidul prezintă o orbită caracterizată de o semiaxă mare de 2,79 ua, o excentricitate de 0,30 și o înclinație de 7,1° în raport cu ecliptica.